# Stiftung Frauen-Literatur-Forschung
Die Stiftung Frauen-Literatur-Forschung e. V. war ein gemeinnütziger Verein, der 1986 in Bremen gegründet und 2016 aufgelöst wurde. Von 1992 an bestand eine enge Kooperation mit der Universität Bremen.

## Ziele und Aufgaben
Die Non-Profit-Organisation Frauen-Literatur-Forschung e. V. konzentrierte sich darauf, das schriftstellerische Werk von Autorinnen und Übersetzerinnen, die seit 1945 in Deutschland in deutscher Sprache publizieren, zu recherchieren, zu sichern, sichtbar zu machen und die Daten für die wissenschaftliche Nutzung zur Verfügung zu stellen.
Der Verein war Träger der Datenbank Schriftstellerinnen in Deutschland 1945 ff. (DaSinD) und initiierte Kooperationen und Netzwerke von und für Fachwissenschaftler. Darüber hinaus unterstützte sie germanistische und literaturwissenschaftliche Diskussion und Forschung und organisierte Seminare, Workshops und Tagungen. Sie engagierte sich in literaturwissenschaftlichen und kulturpolitischen Zusammenhängen, gab die Schriftenreihe Inter-Lit heraus und organisierte Veranstaltungen, Diskussionen und Präsentationen für ein breites Publikum.
Ab 2006 wurde die Datenbank DaSinD Texte aufgebaut, die themenzentrierte Zitate aus literarischen Publikationen von deutschsprachigen Schriftstellerinnen aus allen Jahrhunderten bot. Innerhalb des Projekts DaSinD Texte waren in der wissenschaftlichen Datenbank reflexA. Literarische Spiegelszenen von Frauen Zitate zum „Spiegelthema in der von Frauen geschriebenen deutschsprachigen Literatur“ zu finden.

## Arbeitsweise
Die Vereinsarbeit wurde vornehmlich durch Mitgliedsbeiträge und Spenden finanziert. Die Einnahmen, die durch die Nutzungsgebühr von DaSinD erwirtschaftet wurden, kamen unmittelbar den Arbeiten an der Datenbank Schriftstellerinnen in Deutschland 1945ff. zugute.
Der Verein stellte Plätze für Praktikantinnen und ehrenamtlich Tätige zur Verfügung. Außerdem wurden in sogenannten Integrationsjobs langzeitarbeitslosen Frauen die Möglichkeit geboten, den Wiedereinstieg in den Berufsalltag zu trainieren.

## Publikationen
Die Stiftung gab ab 1999 die Schriftenreihe Inter-Lit ISSN 1618-663X heraus.

## Kooperationen
Die Stiftung war durch Mitgliedschaften und Kooperationen mit Institutionen und Einzelpersonen im In- und Ausland verbunden, z. B. mit:
- Internationale Buchwissenschaftliche Gesellschaft
- FrideL: Frauen in der Literaturwissenschaft
- Literaturhaus Bremen
- Forschungsstelle Quellen und Kultur
- BücherFrauen
- Deutsche Literaturkonferenz

## Auflösung
Am 13. Juli 2016 beschloss die Mitgliederversammlung die Auflösung des Vereins.
Die Datenbank DaSinD, alle Arbeitsunterlagen, Korrespondenzen
wurden am 30. März 2017 dem Archiv der deutschen Frauenbewegung der Stiftung Archiv der deutschen Frauenbewegung in Kassel übergeben. Die Daten sollten nach Anpassung in den Katalog des Archivs eingespielt werden und dort suchbar gemacht werden.